# Гизулф II (Фриули)
Гизулф II (Gisulf) е лангобардски херцог на Фриули (dux) от 590 до 610 г.
Той има съюз с аварите, докато лангобарският крал Агилулф ги праща да нападнат Фриули. Гизулф II пада убит през 610 г. в боевете против аварите, които нахлули във Фриули. Неговата съпруга Ромилда се спасява със синовете си във Форум Юлии. Според Павел Дякон градът е превзет от аварите, понеже Ромилда, заслепена от красотата на младия аварски владетел, отворила вратите. Мъжете на града са убити, жените и децата отвлечени. Синовете на Гизулф обаче успяват да избягат.
Двама от синовете му, Радуалд и Гримоалд стават един след друг херцог на Беневенто. Гримоалд става през 662 г. дори крал на лангобардите.